# EA Canada
Electronic Arts Canada és una empresa que crea videojocs per a la multinacional Electronic Arts i que com el seu propi nom indica està situat al Canadà, més concretament a Burnaby, molt a prop de la ciutat de Vancouver. Aquest estudi és famós per ser l'encarregat d'algunes de les sagues més emblemàtiques de la companyia, com FIFA, Need for Speed, NBA Live o SSX.
L'edifici va ser obert l'any 1999 per Jean Chrétien i és el més gran del que disposa Electronic Arts. Compta amb un estudi de captura de moviments, més de trenta habitacions d'edició, tres estudis de producció i fins i tot una sala per a les composicions de so. També disposa de llocs per a l'oci como gimnasos, teatre, cafeteria (anomenada EAt) i sales de joc. Allà treballen més de mil persones.

## Videojocs desenvolupats

### EA Games
Videojocs desenvolupats i publicats per EA Games:
- Need for Speed: Underground
- Need for Speed: Underground 2
- Need for Speed Underground: Rivals
- Need for Speed: Most Wanted
- Need for Speed: Carbon
- Need for Speed Carbon: Own the City (PSP)
- Skate
- 2010 FIFA World Cup

### EA Sports
Videojocs desenvolupats i publicats per EA Sports:
- Copa Mundial de la FIFA 2006
- FIFA 06: Rumbo a la Copa Mundial de la FIFA
- Total Club Manager 06
- FIFA Series
- Knockout Kings
- Madden NFL 2007 (Wii)
- MVP 06 NCAA Baseball
- NBA Live 2003
- NBA Live 2004
- NBA Live 2005
- NBA Live 06
- NBA Live 07
- NCAA March Madness
- NHL 06
- NHL 07
- Total Club Manager 2005
- UEFA Euro 2004

### EA Sports BIG
Videojocs desenvolupats i publicats per EA Sports BIG:
- Def Jam Vendetta
- FIFA Street
- FIFA Street 2
- NBA Street
- NBA Street Vol. 2
- NBA Street V3
- SSX
- SSX Tricky
- SSX 3
- SSX On Tour